# Kristmann Guðmundsson
Kristmann Guðmundsson, islandski književnik,  * 23. oktober 1901, Thverfell, Islandija, † 20. november 1983, Reykjavik. 
Najprej je delal kot  novinar, kasneje pa se je posvetil književnosti. Pisal je novele in romane o domovini v norveščini in islandščini. Njegova dela odlikujejo odlični opisi narave. Od leta 1924 do 1937 je živel v Oslu, nato še v Avstriji, Angliji in na Danskem. Leta 1939 se je vrnil na Islandijo. Dve leti po prihodu na Norveško je izdal zbirko novel Islandska ljubezen. Kasneje je tu in nato v domovini napisal petnajst romanov.

## Izbrana dela

### Novele
- Islandska ljubezen (Islandsk Kjærlighet, 1926)

### Romani
- Poročna obleka (Brudekjolen, 1927)
- Jutro življenja (Livets morgen, 1929); prevod v slovenščino Silvester Škerl, Slov. knjižni zavod,  Ljubljana, 1954 (COBISS)
- Sinja obala (Den blå kyst, 1931); prevod v slovenščino Rudolf Kresal, DZS, Ljubljana, 1961 (COBISS)
- Bele noči (Hvite netter, 1934)
- Luč (Lampen, 1936)
- Otroci zemlje (Jordens Bran, 1937)
- Igrače (Spiel, 1961)
- Trg (Dar Markt, 1969)